# Wolność i Solidarność. Studia z dziejów opozycji wobec komunizmu i dyktatury
Wolność i Solidarność. Studia z dziejów opozycji wobec komunizmu i dyktatury – interdyscyplinarny rocznik ukazujący się od 2010 roku w Gdańsku. Wydawcą jest Europejskie Centrum Solidarności. Redaktorem naczelnym jest dr Przemysław Ruchlewski. Rocznik poświęcony jest dziejom opozycji demokratycznej w PRL. W roczniku publikowane są eseje, wywiady, wspomnienia, polemiki, dyskusje, dokumenty archiwalne i relacje uczestników ruchów demokratycznych. 